# ヴォイスラヴ・コシュトニツァ
ヴォイスラヴ・コシュトニツァ(セルビア語: Војислав Коштуница / Vojislav Koštunica, 1944年3月24日 - )は、セルビアの政治家。ユーゴスラビア連邦共和国最後の大統領。セルビア共和国首相（セルビア・モンテネグロ時代の2004年から分離独立後の2008年まで）を歴任。現在はセルビア民主党党首。博士号を持つ憲法学者。
セルビアを中立国にする主張を行うなど、穏健な民族主義政治家として知られる。現在は公的生活から完全に身を引いており、メディアに対して発言することは滅多にないとされる。彼が率いた民主党はますます右傾化、欧州懐疑主義的になっている。

## 生涯

### 生い立ち
ベオグラードに生まれ、ベオグラード大学法学部を卒業。1970年に同大学で講師の職を得るがチトー体制に反する言論から政治的粛清に遭い、1974年に大学を追われた。1989年にゾラン・ジンジッチらとともに民主党（DS）の創立に参加するが、1992年に路線対立から分裂してセルビア民主党（DSS）を新たに結党した。コシュトニツァはセルビア民主党党首に就任するが、小野党の党首に過ぎなかった。

### ユーゴスラビア連邦最後の大統領に
2000年秋のユーゴスラビア大統領選挙で、セルビア社会党党首のスロボダン・ミロシェヴィッチ大統領に対抗する民主党、セルビア民主党など野党勢力が結集して形成したセルビア民主野党連合は、コシュトニツァを大統領候補に立て、9月24日の大統領選挙で勝利すると、選挙を無効と宣言する政権側に対するデモを行い、体制転換を実現した。これによりセルビア民主党党首のコシュトニツァがユーゴスラビア大統領となり、民主党党首のジンジッチがセルビア共和国首相に就任した。
コシュトニツァはミロシェヴィッチ時代の国際孤立を改善し、国連加盟を果たしてユーゴスラビアの復興を進めたが、急進的な改革を推し進めるジンジッチとの確執が次第に深まった。一方、コシュトニツァ政権はミロシェヴィッチ時代から進んでいたモンテネグロの独立志向を留めることはできず、2002年3月14日、ユーゴスラビア連邦をセルビアとモンテネグロからなる連邦国家から、より緩やかな国家連合へと再編する代わりにモンテネグロの独立を問う住民投票を先送りすることで合意が成立した。
この年夏には民主連合からコシュトニツァのセルビア民主党が追放されてジンジッチとコシュトニツァの対立は決定的となった。秋にはセルビアの大統領選挙が行われ、コシュトニツァは現職の連邦大統領でありながらセルビア大統領選に出馬した。この選挙でコシュトニツァはジンジッチの推す候補を抑えて第一位の得票を得るが、投票率が50%に満たなかったために選挙は無効とされ、12月30日よりセルビア大統領の座は空席（議会議長が代行）となった。
2003年2月5日、ユーゴスラビアがセルビア・モンテネグロに改編されると、スヴェトザル・マロヴィッチがその初代大統領に選出され、コシュトニツァは大統領の座から退いた。

### セルビア首相として
同年12月28日にセルビア共和国議会選が行われ、コシュトニツァのセルビア民主党は、極右セルビア急進党に次ぐ第2党に躍進した。これによりセルビア民主党は連立工作の中心に立ち、2004年3月3日、コシュトニツァ党首は首相に選出された。
2008年2月17日のコソボ独立には断固として反対姿勢を貫いたが、閣内は連立相手のボリス・タディッチ大統領率いる民主党（セルビア民主党とは異なる）の独立への反対姿勢が十分ではないなどまとまらず、EU（欧州連合）加盟をめぐってもタディッチと意見が対立したことを理由に同年3月8日に辞意を表明。10日には連立解消を正式に決定した。同年5月11日に総選挙（en）が行われ、コシュトゥニツァ率いるセルビア民主党は議席数を減らす結果となった。セルビア民主党はセルビア急進党、セルビア社会党との連立を模索したものの、セルビア社会党はタディッチ率いる民主党との連立を決め、コシュトゥニツァ率いるセルビア民主党は野党となった。